# Masters de Malaisie de snooker
Pour la compétition de badminton homonyme, voir Masters de Malaisie.
Le Masters de Malaisie est un tournoi de snooker organisé à Kuala Lumpur ouvert aux joueurs professionnels et de catégorie non classée (en anglais non ranking), c'est-à-dire ne comptant pas pour le classement mondial.

## Histoire
La première édition s'est déroulée en 1984 sous l'impulsion de la Barry Hearn’s Matchroom organisation. Sponsorisée par Camus, elle a été remportée par le Gallois Terry Griffiths dans un format de type round-robin. La seconde édition a lieu en 1986 dans un format standard à élimination directe. Jimmy White s'impose 2 manches à 1 en finale face à Dennis Taylor. Le tournoi n'est reconduit que dix ans plus tard. Dominic Dale remporte à cette occasion son premier succès professionnel aux dépens de Drew Henry 8 manches à 3.

## Palmarès
| Année                            | Vainqueur                        | Finaliste                        | Score                            | Saison                           |                                  |
| Masters de Malaisie (non classé) | Masters de Malaisie (non classé) | Masters de Malaisie (non classé) | Masters de Malaisie (non classé) | Masters de Malaisie (non classé) | Masters de Malaisie (non classé) |
| -------------------------------- | -------------------------------- | -------------------------------- | -------------------------------- | -------------------------------- | -------------------------------- |
| 1984                             | Terry Griffiths                  | Tony Meo                         | Round-robin                      | 1984-1985                        |                                  |
| 1986                             | Jimmy White                      | Dennis Taylor                    | 2-1                              | 1986-1987                        |                                  |
| 1996                             | Dominic Dale                     | Drew Henry                       | 8-3                              | 1995-1996                        |                                  |

## Bilan par pays
| Pays           | Joueurs | Total | Premier titre | Dernier titre |
| -------------- | ------- | ----- | ------------- | ------------- |
| Pays de Galles | 2       | 2     | 1984          | 1996          |
| Angleterre     | 1       | 1     | 1986          | 1986          |